# Landelijk Jurisprudentie Nummer
Het Landelijk Jurisprudentie Nummer (LJN) is een unieke codering die tot juni 2013 gegeven werd aan elke gerechtelijke uitspraak in Nederland die werd gepubliceerd. Op 28 juni 2013 is het LJN vervangen door de European Case Law Identifier (ECLI).

## Het systeem
De geschiedenis van het LJN gaat terug tot 1999. In dat jaar werd het geïntroduceerd als 'ELRO-nummer'. 'ELRO' stond voor 'Electronisch Loket Rechterlijke Organisatie', de projectorganisatie die verantwoordelijk was voor de lancering van Rechtspraak.nl op 9 december 1999 en de verdere uitbouw van deze website. Alle uitspraken die op Rechtspraak.nl werden gepubliceerd kregen een ELRO-nummer. In 2000 werd begonnen met de bouw van 'Porta Iuris', een juridisch kennisportaal voor het intranet van de rechterlijke organisatie. Op Porta Iuris werden verschillende (interne en commerciële) jurisprudentiedatabanken integraal doorzoekbaar gemaakt. Om te voorkomen dat een gebruiker dezelfde uitspraak meerdere keren (uit de verschillende databanken) in zijn zoekresultaat te zien zou krijgen, werd besloten alle voorkomens van een uitspraak in de verschillende bronnen te koppelen met behulp van één uniek nummer. Gebruik van het ELRO-nummer lag daarbij voor de hand. Mede omdat de naam 'ELRO-nummer' te zeer was verbonden met een tijdelijk project, werd besloten de naam om te dopen in 'Landelijk Jurisprudentie Nummer'. Het toekennen van het LJN aan uitspraken in de verschillende databanken was voor een groot deel handwerk: de kenmerken in de verschillende databanken waren onvoldoende eenduidig om te bepalen dat uitspraak A in databank X dezelfde was als uitspraak B in databank Y.
Omdat ook uitspraken die alleen in interne databanken waren opgenomen een LJN kregen, bestond het risico dat bij gebruik van zo'n LJN in een citatie deze voor een lezer onbegrijpelijk zou zijn. Mede daarom werd besloten om de 'LJN-index' - de databank waarin alle LJN's, commerciële vindplaatsaanduidingen en zaaknummers waren opgenomen - op internet te publiceren. Deze publieke versie ging live op 20 februari 2006. 
Toekenning van LJN's is doorgegaan totdat in juni 2013 het LJN werd vervangen door de European Case Law Identifier. De bestaande LJN's zijn in hun geheel onderdeel geworden van de nieuwe ECLI-nummers zodat het mogelijk blijft om in de uitsprakendatabank van Rechtspraak.nl met alleen het LJN te zoeken.
Alleen uitspraken die werden gepubliceerd in de uitsprakendatabank van Rechtspraak.nl of in een van de belangrijke jurisprudentietijdschriften werden voorzien van een LJN. Verreweg de meeste uitspraken werden (en worden) niet gepubliceerd, en hebben dus geen LJN.
Opname in de index betekende niet altijd dat de uitspraak zelf ook op de website Rechtspraak.nl was gepubliceerd. In de index werden ook uitspraken opgenomen die waren gepubliceerd in een van de gespecialiseerde jurisprudentietijdschriften zoals AB, JAR of de Praktijkgids.

## Eigenschappen en gebruik
Een LJN is een betekenisloze code die altijd is opgebouwd uit twee letters en vier cijfers. De code moet zonder spatie geschreven worden, bij voorkeur met hoofdletters.
Aanbevolen citeerwijze
Het gebruik van citatie met behulp van het LJN wordt afgeraden. In plaats daarvan gebruikt men nu de European Case Law Identifier (ECLI).